# Pavonia patuliloba
Pavonia patuliloba är en malvaväxtart som beskrevs av Bénédict Pierre Georges Hochreutiner. Pavonia patuliloba ingår i släktet påfågelsmalvor, och familjen malvaväxter. Inga underarter finns listade i Catalogue of Life.